# Валмиште
Валмиште или Валниште је шумско пространство у пазухи Малог Чемерника, на надморској висини 1.300m – 1.550m, богато пашњацима и изворима здраве воде. Заклоњено од ветрова, па је још из времена Турака било познато место на коме је гајена ситна и крупна стока. Окренуто је северозападу, осунчано, са преко осамдесет извора, потока и речица. Оивичују га чемерничке косе: Лебетски рид, Боровички друм, Мали Чемерник, Шанци и Златков рид. Налази се у атару села Млачишта. Од валмишких извора настаје Голема река, богата пастрмком, која до увора у Мораву мења своје име у Мутница и Џепска река.
Топоними: „Станци“, „Торине“, „Грчке“ и „Фарме“ говоре да су ту били стари сточарски настани, торови и зграде за стоку, а и то да су ту и Ашани, северногрчко племе, напасали своја стада. Изнад Валмишта се простиру чемернички пашњаци богати травом.
Почетком деведесетих година, Србијашуме су 420 хектара валмишког простора оградиле, изградивши ловачки дом и чеке, а на Големој реци брану, начинивши горско језеро. Ловиште су настанили европским јеленом и дивљим свињама. У њему живи око 150 дивљих свиња и више од 120 јелена и кошута. Тако је „Валмиште“ постало ловиште затвореног типа. До њега се стиже путевима из Предејана, Црне Траве, Власине, Сурдулице и Владичиног Хана. Но, ниједан од тих путева није у задовољавајућем стању. Поготову зими је без прилаза, одсечено од света.
Како је обрасло густом шумом са пуно извора, у Другом светском рату Валмиште је било партизанска база, где су сигурно уточиште налазили и партизани са Косова и Метохије, из Македоније и Бугарске. На његовом пропланку Спаисковица 1943. године је формирана Прва македонско-косовска партизанска јединица. У знак сећања на тај догађај, подигнут је и споменик у облику колибе, међутим њега су деведесетих година 20. века непознати вандали минирали.